# از کنار هم می‌گذریم
از کنار هم می‌گذریم نام فیلمی ایرانی ساخته ایرج کریمی در سال ۱۳۷۹ است.

## داستان فیلم
سفر به کرانه دریای خزر، داستان آدمهایی است که از مرگ عزیزی آشفته و پریشان در جاده‌های سرسبز شمال می‌رانند: ارس، کودک داغ مادر دیده‌ای که خود گرفتار بیماری بی درمانی است. ژاله و شیوای شوهر مرده ماتمزده از دست دادن مهران، مرد زندگی خویشند. سپنتا و برادرش در سوگ مادر با پدر آرشیتکت خود همسفرند. و اسدالله راننده نعش کش در راه از مرگ و زندگی آدمها سخن می‌گوید. آخرین نامه‌ای که مهران به ژاله نوشته دست به دست از شیوا به ارس و از ارس به سپنتا و پدر سپنتا می‌رسد و او به صندوق پست می اندازدش.

## بازیگران
- فریبا کامران
- مهران رجبی
- شاهرخ فروتنیان
- مهرداد محتشمی
- نازنین فراهانی
- ابراهیم عمادی
- شهنام شهابی
- سپنتا سمندریان
- ارس هدایی